# Ruhrschnellweg-Tunnel
Der Ruhrschnellweg-Tunnel ist ein zweiröhriger, 1005 Meter langer Straßentunnel im Verlauf der Bundesautobahn 40 im Südviertel der Stadt Essen unterhalb der Kruppstraße.

## Der Tunnel
Der Tunnel wird täglich von durchschnittlich 83.400 Fahrzeugen zwischen den Anschlussstellen Holsterhausen und Essen-Zentrum passiert (laut Straßenverkehrszählung 2010). Jede Röhre verfügt über jeweils zwei Fahrstreifen sowie einen Standstreifen. Neben den Röhren für die Fahrbahnen befindet sich je Fahrtrichtung ein Versorgungstunnel.
Das Westportal des Ruhrschnellweg-Tunnels dient zudem der aus Mülheim an der Ruhr kommenden und ab Haltestelle Heißen Kirche im zwischen den Richtungsfahrbahnen geführten Stadtbahnlinie U18, die ab hier weiter unterirdisch verläuft.

## Geschichte
Im heutigen östlichen Bereich des Tunnels, an der Freiheit, befand sich bis zu den ersten Arbeiten am geplanten Ruhrschnellweg-Tunnel 1955 der Friedhof am Kettwiger Tor. Er musste aufgrund der umfangreichen Neugliederung der Stadt in diesem Bereich und insbesondere des Baus des Tunnels aufgegeben werden. Viele einst hier befindliche Gräber Essener Persönlichkeiten mussten auf andere Friedhöfe, meist auf den Ostfriedhof, verlegt werden. Für die Grabmale der Mitglieder der Industriellenfamilie Krupp wurde ein Bereich auf dem Friedhof Bredeney neu angelegt.
Im September 1970 wurde der Ruhrschnellweg-Tunnel für die damals noch Bundesstraße 1 genannte Verkehrsverbindung fertiggestellt und am 25. September durch den damaligen Bundespräsidenten Gustav Heinemann eingeweiht. Am 1. Januar 1977 wurde die Bundesstraße zur Bundesautobahn 430 umgewidmet. Am 28. Mai des gleichen Jahres wurde unter dem Ruhrschnellweg-Tunnel, in Nord-Süd-Richtung verlaufend, der U-Bahnhof Essen Hauptbahnhof eröffnet. Im April 1992, im Zuge der Neuordnung des Autobahnnetzes in Deutschland, wurde die A430 mit Teilen der bisherigen A2 (Straelen – Autobahnkreuz Kaiserberg) zur A40 zusammengefasst, um die Doppelführung von A2  und A3 zwischen den Kreuzen Kaiserberg und Oberhausen zu vermeiden. Auch wurde damit die Bedeutung hervorgehoben. Seitdem heißt auch der Streckenabschnitt durch den Ruhrschnellwegtunnel A40.
Im Jahr 2005 wurde der Tunnel vom ADAC bei einer Sicherheitsüberprüfung wiederholt als mangelhaft eingestuft. In den Herbstferien 2008 sind die Tunnelwände und -decken saniert und die Lüftungsschächte gereinigt worden. Die Kosten betrugen rund 600.000 Euro.
2012 fanden umfassende Sanierungsarbeiten statt. Im Zeitraum vom 6. Juli bis 30. September 2012 war dafür, jedoch im Besonderen für die Sanierung der benachbarten Helbingbrücke, die komplette A40 zwischen den Anschlussstellen Essen-Huttrop und Essen-Zentrum (West) gesperrt. Hauptsächlich wurde in die Sicherheit des Tunnels investiert. Sieben alte Kameras wurden durch 53 neue Überwachungskameras ersetzt, dazu eine neue Fahrbahnbeleuchtung, eine Brandnotbeleuchtung, neue Fluchtwegmarkierungen und beleuchtete Fluchttüren installiert. Des Weiteren gab es neben der Modernisierung der 19 Notrufstationen im Tunnel die Installation einer Lautsprecheranlage, neuer Löschtechnik und einer neuen Brandmeldeanlage.